# Morskär, Nagu
Morskär är en ö nära Husskär i Nagu,  Finland. Den ligger i Skärgårdshavet i Pargas stad i den ekonomiska regionen  Åboland i landskapet Egentliga Finland, i den sydvästra delen av landet. Ön ligger omkring 5 kilometer sydväst om Husskär, 27 kilometer söder om Nagu kyrka, 57 kilometer söder om Åbo och omkring 160 kilometer väster om Helsingfors. Närmaste allmänna förbindelse är förbindelsebryggan vid Kopparholm som trafikeras av M/S Nordep. Morskär ligger 6 meter över havet.
Öns area är 1,6 hektar och dess största längd är 220 meter i sydväst-nordöstlig riktning.